# カリプソ (水雷艇)
カリプソ（Calipso、カリュプソー）はイタリア王立海軍の水雷艇。

## 艦歴
第二次世界大戦の初期、カリプソは同型艦のチルチェ、クリオおよびカリオペとともにメッシーナを拠点とする第13水雷艇戦隊を構成していた。大戦中、同部隊は主に対潜戦および船団護衛の任務についていた。
宣戦布告の前夜、1940年6月9日から10日にかけて、カリプソと同型艦ポルーチェは駆逐艦コラッツィエーレおよびランチェーレ、軽巡洋艦カルドナおおびダ・バルビアーノとともにランペドゥーザ島とケルケナ諸島の間の機雷原敷設任務に就いた。
1940年の夏にカリプソは、エジプトのアレクサンドリアへのイタリアの襲撃艦船による初めての試みである《GA 1》作戦に参加した。1940年8月17日にジュゼッペ・ザンバルディ大尉の指揮下でカリプソは4隻の小型潜航艇SLCとその乗組員9名（ジーノ・ブリンデッリ、ダモス・パッカニーニ、アルベルト・ブランツィーニ、ジョバンニ・ラッツァローニ、テセオ・テセイ、アルシーデ・ペデレッティ、エリオス・トスキ、エンリコ・ラッツァーリおよび予備要員のルイージ・デュランド・デ・ラ・ペンネ）、潜水器具、電気技師ピエトロ・ブランデッリおよびI MAS船団（のちのX MAS）の指揮官のマリオ・ジョルジーニ少佐を乗せてトラーパニに向けてラ・スペツィアを離れた。410海里の航海を経てシチリアの港に到着し、8月18日には再び出航してさらに310海里を航海して翌日にトリポリに到着した。トブルクに接岸したのち、8月21日午前8時15分にキレナイカのボンバ湾のメネラウス湾海域の海岸とエル・マラチェブ島（Jazīrat al ‘Ulbah）の間に停泊した 。その間、この作戦に参加する他の艦艇（潜水艦イリーデおよび補助艦モンテ・ガルガーノ）もカリプソとほぼ同時にこの地点に到着していた 。カリプソとイリーデが接岸し、ジョルジーニとともに2つの部隊の指揮官がモンテ・ガルガーノに移動し、「マリリビア」の指揮官であるブルーノ・ブリヴォネージ提督も参加した会議の後、乗組員を休ませるために、SLCをイリーデ（イリーデはその後アレクサンドリアに向かう）に移送する作業と、その運用テストを翌朝に行うことが決定された。
8月21日の午後1時ごろ、近くの飛行場への空襲から帰投する3機のブリストル ブレニム爆撃機がイタリア艦から離れたところを通過するのが認められたが、攻撃は行われなかった。22日の午前7時に、前日のブレニムによって視認されたメネラウス湾の偵察に出動したショート サンダーランド飛行艇がイタリア艦の上空を通過し、対空火器がが照準することができずに無傷で飛び去った。2時間後、イリーデとカリプソが到着し、11時20分までに9名のSLC乗組員、資機材およびSLCの潜水艦への移送作業が完了した。イリーデがエル・マラチェブ島から離れ、2時間の潜水試験を行っている間にカリプソはモンテ・ガルガーノからナフサの移送を受け、その後モンテ・ガルガーノから100ｍはなれた場所に艦首を北に向けて停泊した。11時56分にイリーデが空襲警報を発令した。イタリア艦を攻撃するために出撃した艦隊航空隊の3機のフェアリー ソードフィッシュ雷撃機がボンバ湾上空に現れた。最初に被弾したのはイリーデで、正午に艦首に魚雷を受けてほとんどの乗組員とともに短時間で沈没した。ソードフィッシュが攻撃したのはカリプソだったが、対空砲火のために1000ｍの距離で魚雷を投下せざるを得ず、魚雷は水雷艇の後方を通過して海岸に乗り上げた。モテ・ガルガーノは12時3分に被弾し、転覆して急速に沈没した。イタリアの情報源によると、カリプソは攻撃してきた雷撃機（チーズマン中尉搭乗）に機関砲で深刻な損害を与え、アイン・エル＝ガザーラ飛行場要員の報告によればその後炎上して墜落したとのことだが、しギリスの情報源は損失を否定し、モンテ・ガルガーノを沈めたウェルマン中尉の搭乗機だけが損傷を受けたと述べている。
唯一生き延びたカリプソはイリーデの生存者の救出を行い、12名（ブルネッティ艦長、乗組員7名および攻撃時に潜水艦に搭乗していた潜航艇乗組員4名）が救い出された 。18ｍの深さに沈んだイリーデの残骸の中では、9名が防水区画に閉じ込められたが、8月23日に特殊潜航艇の乗組員がさまざまな苦労の末に7名を救出することに成功した（ただし、そのうちの2名は減圧症で死亡した）。その後、潜水艦の残骸からは機関銃、旗、SLCが回収されてカリプソに積み込まれたが、その時点ではトリポリに戻り、そこからラ・スペツィアに向かう以外の選択肢は残されていなかった。
1940年11月23日の08:40、油槽船ベルベーラ、エンニオおよび蒸気船エリダーノを護衛してパレルモを離れ、船団は3日後に26日午前9時に無傷でトリポリに到着した。
1940年12月5日にカリプソは前年の8月16日に英潜水艦ロークアルが敷設した機雷に接触し、リビアのミスラタ岬の北西6海里に沈没した。90名が死亡し、39名が生還した。

指揮官
ジュゼッペ・ザンバルディ大尉（1907年7月25日、ナポリ生）（1940年6月10日 - 12月5日）